# کاینو (ایتالیا)
کاینو (به ایتالیایی: Caino) یک کومونه در ایتالیا است که در استان برشا واقع شده‌است. کاینو ۱۷ کیلومتر مربع مساحت و ۲٬۱۲۳ نفر جمعیت دارد و ۳۸۵ متر بالاتر از سطح دریا واقع شده‌است.